# 什洛莫·本哈伊姆
什洛莫·本哈伊姆（Shlomo Ben-Haim，1957年10月15日—），出生于以色列，医学博士、理学博士，专攻医疗保健与生物科技领域的医学教授、创业家、慈善家。他是 Biosense Inc.、Spectrum Dynamics Medical Inc.、 MetaCure Inc.、Influence Inc.、Radiancy Inc.、X-Technologies、Impulse Dynamics N.V.、InStent Inc.和 Disc-O-Tech Ltd.等公司的共同创办人。他拥有约 480 项专利和专利申请。 他也曾是 Spectrum Dynamics Medical, Inc. 公司GP/肿瘤医学顾问委员会的成员。

## 教育背景
本哈伊姆拥有以色列理工学院医学院的医学博士学位，以色列理工学院生理学与生物物理学系以及生物医学工程系的理学博士学位。他曾接受过以下方面的教育：核子物理、数学、生物医学工程、哲学以及医学。

## 学术职位
本哈伊姆在哈佛大学和以色列理工学院担任过医学、生理学和生物物理学教授。他在同行评审期刊上发表了 300 多篇科技论文。他曾是强生下属公司 Biosense-Webster 的首席科学家。

## 创业
本哈伊姆主要在医疗保健和生物科技领域创办、共同创办或管理了大量的企业。1993 年，他共同创办了 Biosense（后来与 Webster 合并，成为强生下属公司 Biosense-Webster Inc.）。1996 年，他创办了 Impulse Dynamics公司，并担任董事长。2000 年，他参与了 Impulse Dynamics、Guidant、强生之间的三方交易。2003 年，他创办了 MetaCure Inc.公司，并担任董事长。2005年，他共同创办了 Spectrum Dynamics Inc.。公司心脏方面的业务后来与柏盛国际有限公司合并，并与后者在非心脏方面的应用成立了一家合资公司。
本哈伊姆博士也在心脏病学、肥胖症、糖尿病、美容与化妆品、抗病毒药物治疗、深静脉血栓预防、肢体缺血治疗、中风后遗症与运动损伤康复等领域，共同创办了多种其他的医疗设备及生物医学公司。
2005 年，美国医疗保健公司强生宣布投资 8 千万美元到 Impulse Dynamics公司——，即本哈伊姆与美国企业家 Lewis Pell 于 1996 年共同创办的一家公司。该项投资发生在2004 年，但是一年以后才予以宣布。
迄今为止，本哈伊姆在医疗保健行业共同创办的其他公司有：已合并到 Medtronic 的InStent Inc.公司，已合并到 Kyphon的 Disc-O-Tech Ltd.公司， Kyphon 之后合并到 Medtronic公司，之后合并到 Photomedex 的 Radiancy Inc.公司，之后合并到 Guidant 的 X-Technologies公司，Impulse Dynamics N.V.公司和Influence Inc.公司。本哈伊姆还共同创办了 Goji，现在担任 Goji 的董事长，Goji 正在开发创新能源输送技术。本哈伊姆教授共同创办了数家公司，之后以超过 10 亿美元的金额出售或合并，其中包括了以下公司的出售：Biosense 出售给强生，Influence 出售给 AMS， 以及 X-Technologies 出售给 Guidant。更详细的信息见下表：
| 公司                           | 脱售价值 (US $ MM) |
| ------------------------------ | ------------------ |
| Biosense Inc.                  | 427                |
| Disc-O-Tech Ltd.               | 220                |
| Instent Inc.                   | 200                |
| X-Technologies                 | 60                 |
| Odigo Ltd.                     | 17                 |
| Impulse Dynamics*              | 125                |
| Spectrum Dynamics Medical Inc. | 51                 |
| Radiancy Inc.                  | 225                |
| 总计                           | 1,325              |

*Guidant、强生与 Impulse Dynamics 之间的三方交易
本哈伊姆在上述某些公司现担任着或曾担任过重要职位。例如，他现在是以下公司的执行主席：Impulse Dynamics NV、MetaCure Limited、Motorika Limited、FlowMedic Limited 与 Goji Ltd。
2010 年， ITW 向 Goji 投资了 5 千万美元（那时 Goji 名为 RF Dynamics。）

## 奖项和奖励
本哈伊姆因其研究与发明获得过多项奖项。所获奖项包括：居鲁丹生物医学研究奖，有名的安德里亚·格朗兹格最佳发明家奖。
2012 年，本哈伊姆获得爱荷华医学校友会授予的内科医学奖。2014 年 9 月 17 日，哈佛医学院的教学医院（贝斯以色列女执事医疗中心，BIDMC）评价他为“一位在国际上享有盛誉的心脏病学家，他开发了多种纠正人类心脏电气系统中存在的致命问题的新方法。”在哈佛医学院举行的一次宴会上，推出了“ 为纪念Mark E. Josephson 的心脏电生理学领域的什洛莫·本哈伊姆医学博士医学教授职位”。据说本哈伊姆用他的“慷慨大礼”使之“成为可能”。

## 社会责任
本哈伊姆积极参与各种社会项目。他成立了一个慈善基金会，寻求改善那些在贫困社区的人的健康与教育。2008 年，他与荷兰社会投资基金 George Avenue 一同发起了 Al Bawader 基金，将混合回报投资瞄准在以色列-阿拉伯的商业社区中。该基金旨在为以色列-阿拉伯学者创造就业机会，同时为以色列-阿拉伯的企业建立一个高科技行业。